# Alexandrova tehnika
Alexandrova tehnika je pedagoški proces, ki se ukvarja s prepoznavanjem in spreminjanjem navad, še posebej v primerih slabe drže in slabe rabe telesa. Le te se kažejo v mišični napetosti, bolečinah in funkcionalnih težavah. Alexandrova tehnika ponuja individualno metodo za razvijanje sposobnosti samopomoči. Principi tehnike pomagajo, da navade, ki negativno vplivajo na telesno držo in koordinacijo telesa ozavestimo, razumemo in preprečimo. Tehnika je še posebej pomembna v fizično zahtevnih poklicih, npr. glasbenikih, igralcih, pevcih, plesalcih, ali športnikih. Tehnika je dobila ime po njenem ustanovitelju, Fredericku Matthiasu Alexandru.
Temeljna predpostavka Alexandrove tehnike je, da imajo dolgoletne navade gibanja močan vpliv na izvajanje tudi vsakodnevnih opravil. Zaradi tega je  zaznava telesa nezanesljiva, a se jo z ustreznim učnim procesom lahko ponovno priučimo. Temeljnega pomena je odnos med glavo, vratom in hrbtom - ta odnos je imenovan "primarna kontrola" (angl. "primary control"). Pomembni principi Alexandrove tehnike so tudi "inhibicija" (angl. "inhibition") in "smer/usmeritev" (angl. "directions").

## Izvor Alexander tehnike
Frederick Matthias Alexander se je rodil v Tasmaniji, leta 1869. Bil je igralec in recitator, vendar pa je že v zgodnji karieri trpel zaradi težav z glasom. Obiski pri zdravnikih in različnih terapevtih so prinesli le delno lajšanje njegovih težav, saj se je hripavost med vsakim nastopom vrnila. Trditev zdravnikov, da z njegovim glasom fizično ni nič narobe in da morajo razlogi za hripavost ležati drugje, je Alexandra prisililo, da je začel rešitev problema iskati v ogledalu. S samoopazovanjem je poskušal odkriti kaj bi bil vzrok njegovih ponavljajočih se težav z glasom. Odkril je, da vzrok njegovih težav leži v načinu kako uporablja svoj glas. Samoopazovanje med recitiranjem je razkrilo celo kopico nenavadnih in nezavednih avtomatizmov, ki so motili zdravo nevro-muskularno koordinacijo glasovnega aparata in dihanja, ter tako posledično vedno znova povzročali hripavost. Najbolj presenetljiva pa je bila zanj ugotovitev, da teh habitualnih reakcij (le) z voljo ni mogel preprečiti.
Po mnogih letih in številnih poskusih mu je končno uspelo razviti metodo, ki mu je pomagala premostiti podzavestne reakcije na dražljaje in s tem odpraviti težave z glasom. Po tej izkušnji se je Alexander nato celo življenje ukvarjal s preučevanjem reakcij, ki nastopijo, ko se ljudje odzovejo na zunanje dražljaje (npr. kaj se zgodi s telesom, ko se hočemo usesti).
V nadaljnjem poteku njegovih raziskovanj je Alexander začel prepoznavati širši pomen njegovih odkritij za splošno telesno in duševno počutje. Verjel je, da lahko njegovo delo pripomore k boljši rabi glasu, boljšemu dihanju, manj težavam s hrbtom in vratom, hojo in nasploh k boljšemu počutju vsakega posameznika.
Do leta 1931 je Alexander svojo tehniko samoopazovanja in prešolanja tako izpopolnil, da je lahko principe tehnike že redno poučeval. Svojo metodo je opisoval v štirih knjigah, objavljenih v letih 1918 (Man's Supreme Inheritance), 1923 (Constructive Conscious Control of the Individual),1931 (The Use of the Self) in 1941 (The Universal Constant in Living). Tehniko je učil od leta 1930, pa vse do svoje smrti, leta 1955.

## Metoda
Alexandrova tehnika temelji na Alexandrovem prepričanju, da je človek bitje, pri katerem so duševni, telesni in miselni procesi med seboj neločljivo povezani. Njegove metoda tako združuje miselne in fizične procese. Alexandrov pristop poudarja svobodo izbire pri vsem kar počnemo.
Poučevanje temelji na predpostavki, da lahko naše običajno vedenje nadomestimo z bolj učinkovitimi, odprtimi in efektivnejšimi reakcijami. Učitelji Alexander tehnike so izšolani, da učencu pomagajo lastne (škodljive) navade prepoznati in jih spremeniti. Osnovna naravnanost je najti pokončno držo s čim večjo možno mišično "sproščenostjo". Z drugimi besedami: najti naravno vzravnanost, ne da bi prekomerno napenjali mišice, ki jih za vzravnano držo potrebujemo in naučiti se sprostiti tiste, ki jih za vzravnano držo direktno ne potrebujemo. Rezultat je gibanje, ki ima največjo možno učinkovitost in najmanjšo možno porabo energije.
Poučevanje poteka v zelo počasnem tempu, saj le tako lahko učenec svoje občutenje tudi najmanjših razlik v drži in gibanja ozavesti. Učitelj učenca vodi na dva načina: z besedami, npr.: "pustite vratu, da se osvobodi, da gre lahko glava naprej in gor, da se hrbet lahko podaljša in razširi" in pa z rahlimi ročnimi popravki. Alexandrova tehnika ni niz posebnih vaj (razen "zavestnega počitka" ("constructive rest"), "ležanje vznak" ("semi-supine") z dvignjenimi nogami, ki pripomorejo k sprostitvi mišic in pa "šepetavi "ah" ("whispered ah")", ki spodbuja boljše in bolj globoko dihanje ter boljšo rabo glasu). Poudarek je na analiziranju vsakodnevnega gibanja, kot so hoja, sedenje in sklanjanje. Šele ko učenec s pomočjo učitelja uspe nezavedne vzorce gibanja ozavestiti, jih lahko začne spreminjati.
Za priučenje tehnike se priporoča od 25 do 30 privatnih ur, dolgih med 30 in 50 minut. Učenje tehnike lahko poteka tudi v manjših skupinah. Alexandrovo tehniko lahko poučujejo le certificirani učitelji.

## Raziskave
Wilfred Barlow je leta 1973 ustvaril fotografsko študijo, v kateri je dokumentirano, kako Alexandrova tehnika privede do sprememb drže. Prav tako so različne znanstvene študije dokazale pozitivne učinke pri zdravljenju parkinsonove bolezni, vendar pa bodo za nedvomne dokaze potrebne še nadaljnje raziskave. V randomizirani raziskavi iz leta 2008 so avtorji razkrili, da ima že 6 ur Alexander tehnike pozitivne in dolgoročne učinke pri kroničnih bolečinah v križu. Zanesljivih študij o učinkih na bronhialno astmo zaenkrat še ni.

## Prepoznavnost
Kar nekaj znanih osebnosti (npr. George Bernard Shaw in Aldous Huxley) je javno zagovarjalo učinkovitost Alexander tehnike. Filozof John Dewey je napisal predgovor za kar tri Alexandrove knjige. Med drugimi, so se Alexander tehnike učili tudi: Julie Andrews, John Cleese, Sting, Yehudi Menuhin, James Galway, Robin Williams, Sinead Cusack, Jeremy Irons, William Hurt, Kevin Kline, Hugh Jackman, Paul McCartney, Sir Charles Sherrington, Greg Chappell, Roald Dahl, Michael Langham (direktor Julliard šole v New Yorku) in mnogi drugi. Prav tako je Nikolaas Tinbergen v svojem govoru ob podelitvi Nobelove nagrade za fiziologijo in medicino govoril o pomembnosti Alexander tehnike za modernega človeka. 
Alexandrova tehnika je del rednega kurikuluma na mnogih igralskih in glasbenih akademijah po svetu, še posebej v Veliki Britaniji in Združenih državah Amerike. Alexander tehniko uporabljajo predvsem igralci, glasbeniki, plesalci in športniki, v zadnjih letih pa tudi vedno več tistih, ki delajo za računalnikom, ali tisti, ki iz kakšnih drugih razlogov trpijo zaradi bolečin.
Stroške ur Alexander tehnike zdravstveno zavarovanje zaenkrat še ne krije. 
Če gre za izboljševanje težav kot so na primer, glavoboli, poškodbe vratu, bolečine v hrbtu, bolečine v vratu, napetost, bolečine v kolenu in druge indikacije, nudi večina paketov dodatnega zavarovanja v Švici tudi ure Alexander tehnike. Skupinske ure se podpira kot del preventivne medicine, vendar pa le-te zaenkrat niso pokrite iz strani zdravstvenega zavarovanja.

## Povezave
- Alexander-Technik-Verband Deutschland e. V. (ATVD)
- Schweizerischer Berufsverband der Alexander-Technik (SBAT)
- American Society for the Alexander Technique (AmSTAT)
- The Society of Teachers of the Alexander Technique (STAT)